# Bordj El Kiffan
Bordj El Kiffan (àrab: برج الكيفان, Burj al-Kīffān) és un municipi de la wilaya d'Alger, a Algèria. Fou fundat per colons originaris de diversos pobles de l'illa de Menorca, amb el nom de Fort-de-l'Eau.

## Geografia
Bordj El Kiffan és un municipi costaner situat a l'est de la wilaya d'Alger i que forma part de l'aglomeració d'Alger. Vast per la seva superfície, ha conegut una forta i anàrquica urbanització de les seves zones rurals durant l'últim decenni. Així, a més a més de la ciutat de Bordj El Kiffan, engloba les zones urbanitzades de Ben Mred, Dergana i Ben Zerga.

## Història

### Ocupació turca
El 1556 el paixà Mohamed Takarli emprèn la construcció d'un fort a l'est del riu El Harrach per tal de prevenir les eventuals temptatives d'invasions. El Fort des Précipices no és acabat fins al 1581 per Djafar Pacha.

### Colonització francesa
El 1835, el príncep polonès Mir Mirsky, fet fora del seu país per la revolució, es va fer atorgar un terreny de més de 4.000 hectàrees al voltant de la granja de la Ras El Outa (‘Cap de la Planura’) esdevinguda «la Rassauta». Endeutat, va haver de cedir la propietat al comte del Valle de San Juan. El 1846, el ministeri de la guerra decideix implantar, sota l'autoritat del baró de Vialar, colons originaris de Maó, ciutat situada a l'illa de Menorca. El 1850, el lloc dit Fort-de-l'Eau, situat sobre l'àmbit de La Rassauta va ser erigit per decret en centre de població. El 1851, la Rassauta esdevé un centre de població lligat al municipi d'Hussein Dey.
El 2 de juny del 1881, després d'una nova retallada de terme que la veu perdre territoris de Maison Carrée, Maison Blanche, Reghaïa i després Rouïba, Fort-de-l'Eau esdevé un municipi de ple dret. En la dècada del 1900 esdevé una ciutat molt ben considerada de la costa. Un hotel de luxe i un casino hi són construïts. El 1908 el municipi és designat ciutat estival.

### Des de la independència
El 1962, a la independència, el municipi va prendre el nom de Bordj El Kiffan.

## Urbanisme
La ciutat de Bordj El Kiffan és construïda en forma d'una ciutat nova amb una gran avinguda que la travessa d'oest a est i al voltant d'una plaça rectangular i una xarxa de carrers que baixa fins al mar. Al voltant es troben els barris residencials del «Lido» a l'oest, els barris de la «Verte Rive» i «Bateau-Cassé» a l'est. Al sud de la nova via ràpida que serveix els municipis de l'est d'Alger s'ha constituït recentment una nova zona urbana al voltant del pujol de Mouhous.

## Economia
- Bordj El Kiffan des de fa un segle a estat una ciutat turística. L'avinguda Ali Khodja (ex. «avinguda de França») és vorejada de restaurants de carns a la brasa, de venedors de gel dels quals el més cèlebre és el «Iceberg».
- La restauració és en ple desenvolupament sobretot en període estival amb un prolongament de l'activitat cap al passeig del front de mar fins al Lido.
- Recentment és l'activitat hotelera la que s'ha desenvolupat, ja que diversos hotels de nivell han vist llum o són en construcció, així com un petit centre de negocis.
- La ciutat de Bordj El Kiffan té també dels parcs aquàtics i un karting.

## Ensenyament
- Institut Superior de Gestió i de Planificació (ISGP)
- Institut superior dels oficis dels arts de l'espectacle i de l'audiovisual (ISMAS)
- El municipi compta quatre Liceus (Instituts d'Ensenyament Secundari)

## Transport
- La primera línia del nou tramvia d'alger en el curs de construcció servirà àmpliament el municipi que travessarà sobre una longitud de 8 km.
- Una nova via ràpida (2x2 carrils) és en el curs de construcció al sud. Permetrà evitar el centre-ciutat i d'enllaçar més ràpidament els municipis balnearis del nord-est de la Wilaya (Bordj El Bahri, El Marsa, Tamentfoust (ex. La Pérouse) i Aïn Taya) la resta de l'aglomeració d'Alger.

## Esport
- La ciutat de Bordj El Kiffan és coneguda per a la seva escola de boxa i el seu club de Judo que han proveït diversos campions a través de l'associació esportiva, el CRBBK.
- La ciutat posseeix una sala omnisports de 2000 places, un estadi de futbol, així com un club de tennis comprenent 6 terrenys de terra batuda.

## Personalitats vinculades al municipi
- l'autor compositor Ahmed Malek (1929-2008)
- la pintora Baya (1931-1998)
- l'actriu Marthe Villalonga (1932-)
- el jugador de rugby Jean-françois Phliponeau (1950-1976)
- la coreògrafa Régine Chopinot (1952-)
- la judoka Salima Souakri (1974-)
- el boxejador Belkif Boualem (1963), campió professional (el tercer d'Algèria després d'Ould Makhloufi i Loucif Hamani).
- el judoka Abderrahmane Benamadi (1984-), vice-campió del món (al mundials 2005 a Egipte Final 78- el Caire 2005), i excampió d'Àfrica.
- el jugador de futbol Kamel Abdesselam, que ha fet els seus començaments al Club Local CRBK. Campió d'Àfrica dels Clubs Extraordinaris al costat de la JSK.